# ويليام بيرد (لاعب كرة قدم)
ويليام بيرد (بالإنجليزية: William Urquhart Baird)‏ لاعب كرة قدم اسكتلندي شغل مركزي حارس مرمى وقلب دفاع، ولد يوم 1 أكتوبر 1874 بمدينة ليث قرب ادنبرغ باسكتلندا، ولا يعرف تاريخ ومكان وفاته. بدأ مشواره الكروي مع فريق دندي يونايتد، قبل أن يجاور نادي جنوى ويفوز معه بالنسخة الأولى من الدوري الإيطالي سنة 1898.

## وصلات خارجية
- ويليام بيرد على موقع الاتحاد الإسكتلندي (الإنجليزية)
- ويليام بيرد على موقع قاعدة بيانات كرة القدم.إي يو (الإنجليزية)